# Fundulus albolineatus
Fundulus albolineatus är en fiskart som beskrevs av Gilbert, 1891. Fundulus albolineatus ingår i släktet Fundulus och familjen Fundulidae. IUCN kategoriserar arten globalt som utdöd. Inga underarter finns listade i Catalogue of Life.